# Salvatore Buemi
Salvatore Buemi (Novara di Sicilia, 18 dicembre 1867 – Roma, 17 dicembre 1916) è stato uno scultore italiano.

## Biografia
Studiò a Roma, dove dal 1890 iniziò a partecipare a numerose esposizioni. All’esposizione delle Belle Arti di Roma nel 1893, espone L’eterno ribelle e Le prime note, entrambe opere premiate con medaglia d’argento. Nel 1899 ottenne fama a Torino con l'esposizione di gruppi celebrativi tra cui Batteria Masotto e Dogali.
Scultore di impianto classico, era specializzato nella produzione di sculture bronzee che ritraggono soggetti illustri ed eroi delle guerre, in particolare busti; si mantenne sempre aderente al realismo.
È anche presente all'estero, come a Cuba col monumento all'eroe cubano José Martí, che fu inaugurato nel 1909.
Sue opere si trovano al Cimitero monumentale di Messina.

## Principali opere
- Monumento ai Caduti della Batteria Masotto, 1897, Messina
- Busto in bronzo di Giuseppe Zanardelli inaugurato a Roma nel 1903
- Busto di Francesco Daverio, Gianicolo (Roma)
- L'angelo ribelle, in un cortile del Campidoglio all'Avana, Cuba

## Galleria d'immagini

L'angelo ribelle, L'Avana, Cuba
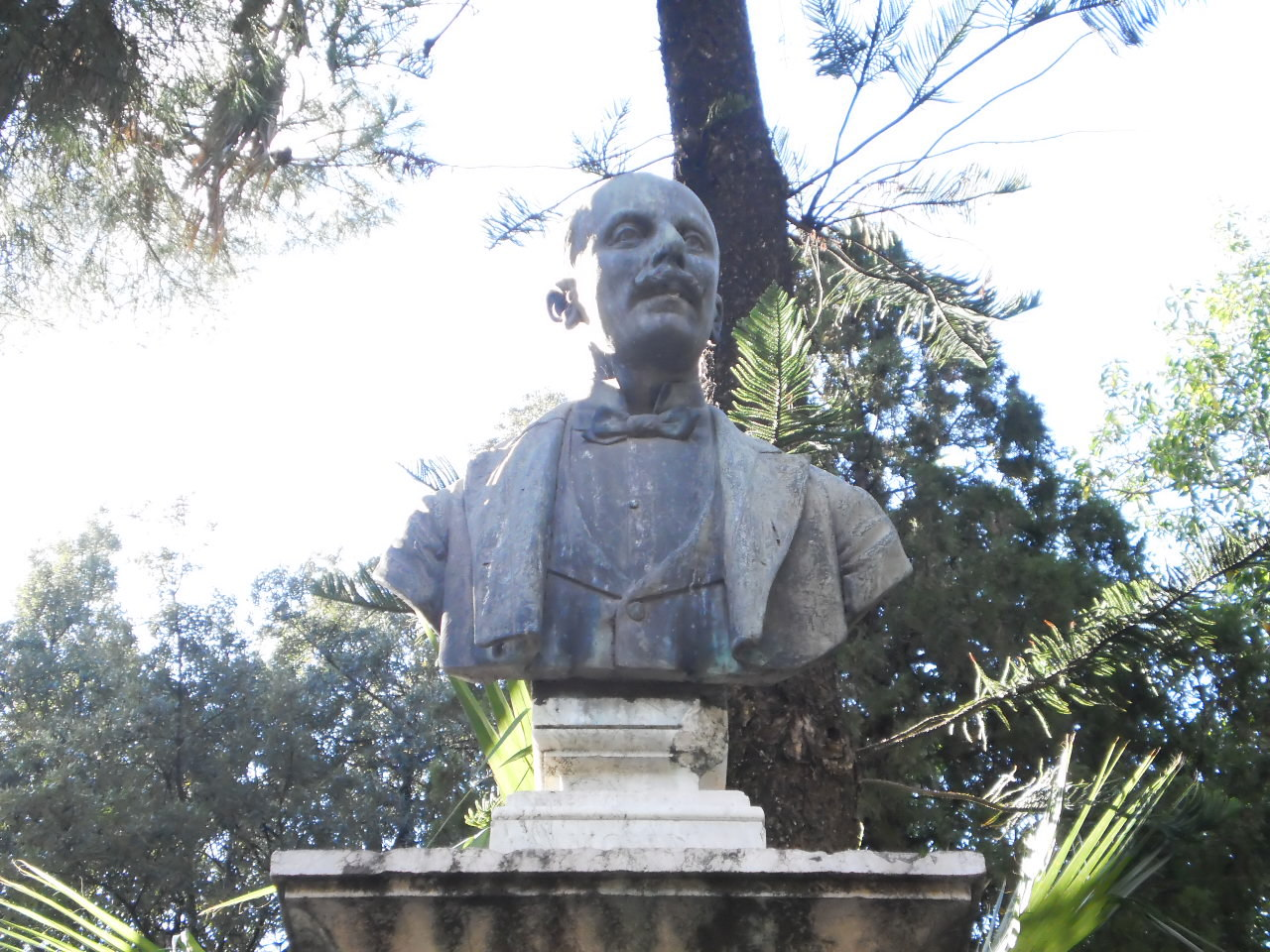
Statua di Giacomo Natoli, Messina
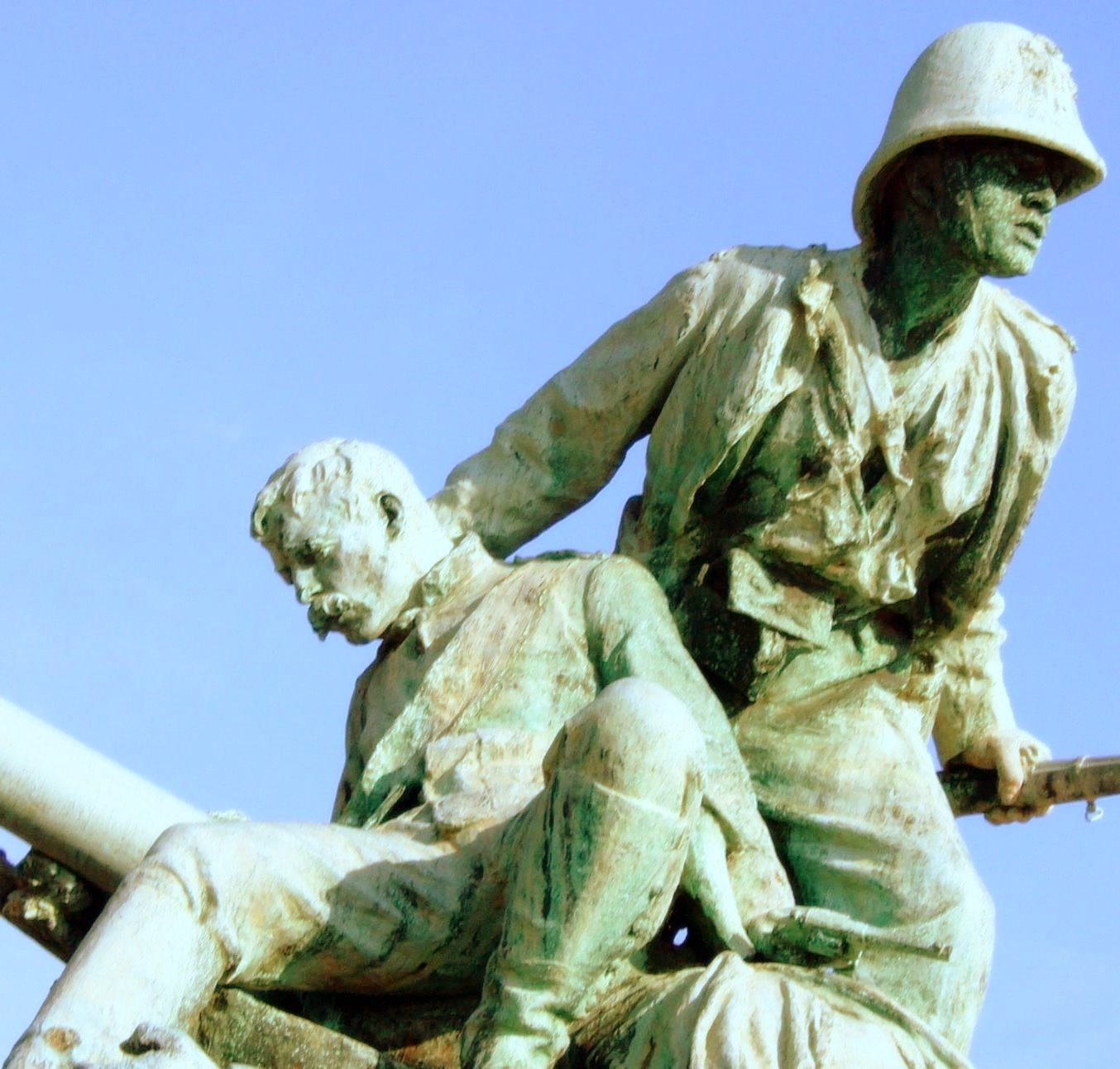
Monumento ai Caduti della Batteria Masotto, 1897, Messina
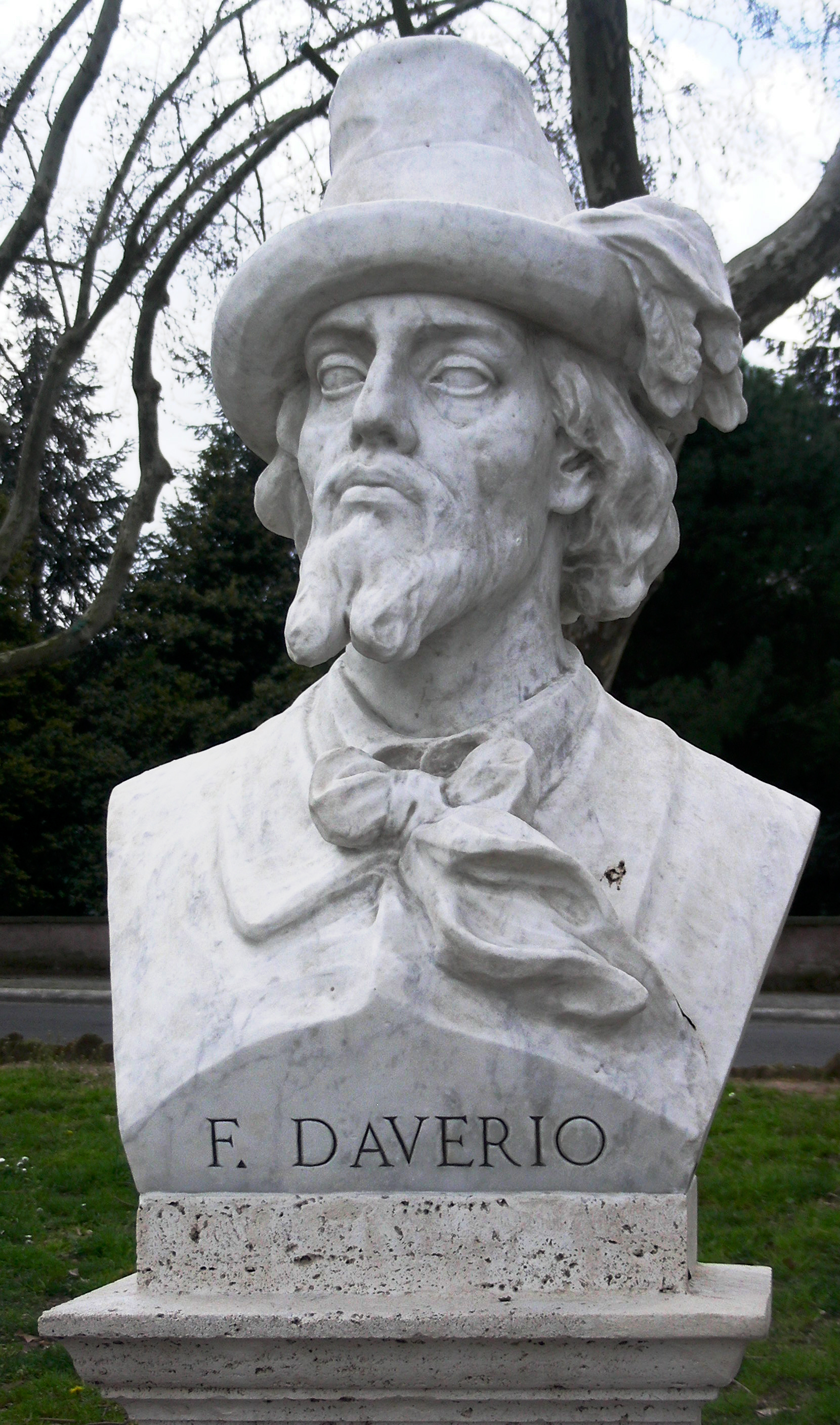
Busto di Francesco Daverio, Roma, Gianicolo